# AF Волка
AF Волка (лат. AF Lupi) — одиночная переменная звезда в созвездии Волка на расстоянии (вычисленном из значения параллакса) приблизительно 20059 световых лет (около 6150 парсека) от Солнца. Видимая звёздная величина звезды — от менее +16,5m до +14,8m.

## Характеристики
AF Волка — красная пульсирующая переменная звезда, мирида (M:) спектрального класса M. Эффективная температура — около 3335 K.